# 片神名〜喪われた因果律〜
『片神名〜喪われた因果律〜』（かたかむな うしなわれたいんがりつ）は、2004年11月25日にアルケミストから発売された、PlayStation 2用ゲームソフトである。

## 概要
アルケミストとして初のオリジナル作品となるこのゲームは、NTTデータの子会社・NTTデータコンテンツプランニング (NDCP) が企画し、経済産業省の委託により財団法人デジタルコンテンツ協会が2002年に公募した「次世代デジタルコンテンツ制作支援事業」の助成を受けた。
支援時のプロジェクトはネット配信における連載型ノベルゲームだが、助成を受けネットでの配信はせずにアルケミストからＰＳ２での発売となる。助成の資金の内容や用途は不明。
弥生時代の倭国が舞台となっている。クニとクニ同士の戦争を通して生きるとは何なのか、戦争の悲惨さを教えられる作品である。
楢崎皐月が発見したカタカムナがベースとなっている。また、物語が進む事にその力の謎が明らかになって行く。
2004年には、「コミックブレイドMASAMUNE」において、原画家の山本京によって『片神名〜あかつきの姫とたそがれの女王〜』が連載されたが単行本化されていない。

## 本作での「カタカムナ」
作中では、カタカムナは使用者の声によって物体に干渉し、それを別の物体に作り替える物質変換技術（錬金術）と考えられている。物体だけでなく使用者にも何らかの影響を及ぼす。カタカムナのテクノロジーはこの時代では考えられない物だが、何処から来た物なのかが物語の謎を解く鍵となっている。また、「イヤシロチ」と「ケカレチ」の考えも登場する。

## ストーリー
普通の高校生、「雨村津雲」は、夏休みの林間学校で出水のキャンプ場へ出かけることになった。恋人の「結城流花」と、担任の「高倉未奈美」と林間学校を楽しく過ごした津雲だったが、林間学校の最終日に流花が姿を消し、彼女を捜している最中に「神隠し神社」と呼ばれる出水神社にたどり着く。その奥社にあった不思議な石に手を伸ばした津雲は光に包まれて気を失い、目が覚めると古代日本にいた。
津雲がタイムスリップしたことで、時の因果律が狂ってしまった。正しい歴史を取り戻すため、津雲は負傷したスサノオの代わりに「ヤマタノオロチ」退治に向かうことになる。

## 登場人物
雨村津雲（あめむら つくも）
本作の主人公。突然の流花の告白に戸惑いながらも彼氏となった。消えた流花を探している最中、出水神社で古代日本に飛ばされた。古代の日本でイザナミらと出会い、彼女たちと共にヤマタノオロチ退治へ向かうことになる。
後に、彼の剣は天皇家の三種の神器となり、「アメムラツクモノツルギ」の呼び名が時代と共に変り「天叢雲剣」となった。
イザナミ（イザナミノミコト）
声 : 能登麻美子
出水の国の女王。普段は穏やかで草木を愛する優しい性格だが、戦では先陣を切って戦う。邪馬台の使者と偽ったツクヨミに連れてこられた津雲と出会い、彼の優しさに惹かれる。
本来の歴史では熊襲との戦いで命を落とすはずだったが、それで歴史が狂ったことを流花に攻められ悩んでしまう。
この時代には無い火薬やハイセラミック製の剣を作るなど謎も多いが、それは「カタカムナ」の力による。「カタカムナ」を幸せと平和のために使おうとしたが、その兵器利用を指摘され津雲と対立した。「カタカムナ」のあり方で悩むうちに、アマテラス率いる大国大和との戦争が始まってしまう。
元々体が弱かったがカタカムナの力によって丈夫になった。しかしそれは彼女の体を徐々に蝕んでいってしまう。
サチカ（サチカノイヨヒメ）
声 : 壱智村小真
邪馬台の女王ヒミコの娘。巫女修行のため出水に来ている。夜光蝶の眠り粉で敵を眠らせたり、ツクヨミの暗殺計画を見抜くなどの鋭い思考の持ち主だが、力は未熟で周囲をボケで振り回す。虫が大好きで、籠いっぱいに入っていた蜘蛛で流花を気絶させたこともある。修行の末イザナミに合格を言い渡され、姫巫女となり故郷へ戻った。しかしそこで修行に隠された意図に気付いてしまう。
漫画版では「ワサワサ虫」を追いかけている途中迷子になりイザナミと出会う。
結城流花（ゆうき るか）
声 : 水橋かおり
津雲の通っている学校の転校生。彼女曰く、「都会」からやって来たらしい。
転校初日に初めて会った津雲に告白をして彼の彼女になった。しかし津雲に胸を触らたり下着を見られると平気でぶん殴る。
林間学校の二日目に、流花の存在がクラスから消えてしまう。その後津雲と出水神社で再会したが、共に突古代日本に飛ばされてしまう。古代で一度津雲と離れたが、再び再会した流花は津雲に銃を突きつけた。
ビックリするほど虫が嫌いで、本編では何度も気絶している（ほとんどサチカのせい）。
ツクヨミ（ツクヨミノミコト）
声 : 石毛佐和
隼人の国の戦巫女。夜戦を得意としていて「闇の巫女」とも呼ばれる。サチカ曰く「ツク様」だが、本人は納得がいっていない。子供が大好きで隼人の子供達をかわいがっている。
出水に向かう途中、タイムスリップしてきた津雲に出会い、共に行動を始めた。
本当は出水に行くことを余り快く思っていなかったが、それは動物の不作で苦しむ故郷を救う為のものだった。
隼人に帰る彼女だったが、そこには皮肉な運命が待っていた。
漫画では隼人の守り神である鹿、「オオジシ」を探すため出水に向かう。スサノオに思いを抱いている様子が見られる。
スサノオ（スサノオノミコト）
声 : 成田剣
イザナミの双子の弟。しかしイザナミとは顔が似てず津雲に「似てねえ…。」と突っ込まれた。ツクヨミ曰く、スサノオと彼女の力関係は 7:3 らしい。
他人を見下すクセがあるが、それはイザナミの代わりに憎まれ役をかってでるからである。姉のイザナミを聖母の様に崇めており、彼女こそがこの国の頂点に立つ女王にふさわしいと考え武勇を奮う。
本来の歴史では彼がヤマタノオロチを倒すのだが、歴史が変り津雲が戦うことになる。ヤマタノオロチ退治に失敗した時の情報を津雲に教えたりイザナミを守る様に言ったり、徐々に津雲のことを認めるようになった。大和との戦いの中、イザナミの留守を守っていたが……。
高倉未奈美（たかくら みなみ）
声 : 前田愛
雨村津雲の担任で古文を教えており、津雲と共に廃部寸前の剣道部を復活させた同部の顧問でもある。
剣道の腕前は国体に出るほどで、津雲は一度も彼女に勝ったことがない。動物が大好きで、彼女の机にはぬいぐるみがたくさん置かれている。
アマテラス（アマテラスオオミカミ）
声 : 渡辺美佐
大和の女王。本来はこの時代より100年後に現れ遠征する予定だったが、突然歴史上に現れ大和を出水と同等の強国にまとめ上げ、大軍を率いて出水との戦闘に赴いた。「カタカムナ」の秘術と津雲の秘密について何かを知っている模様。
ヒミコ（クシナダノヒメミコ）
声 : 伊藤美紀
邪馬台の女王でサチカの母親。普段は民の前に姿を現さず、その言葉は医者であり弟のユミヒコよりお告げとして伝えられる。老人であるユミヒコとサチカの母親であるヒミコの関係を、津雲は疑問に感じたが……。

## スタッフ
- 原作・シナリオ：叶希一
- キャラクターデザイン：山本京
- 音楽：LOOPCUBE・Hiroki
  - オープニング：晴天の虹
作詞・作曲・編曲：Hiroki・LOOPCUBE
歌：YURIA
コーラス:のみこ
  - エンディング：星の在り処－Orbital Period－
作詞・作曲・編曲：Hiroki・LOOPCUBE
歌：YURIA
- アドバタイズムービー:塩竃信幸